# Episodi di Avatar - La leggenda di Aang (terza stagione)

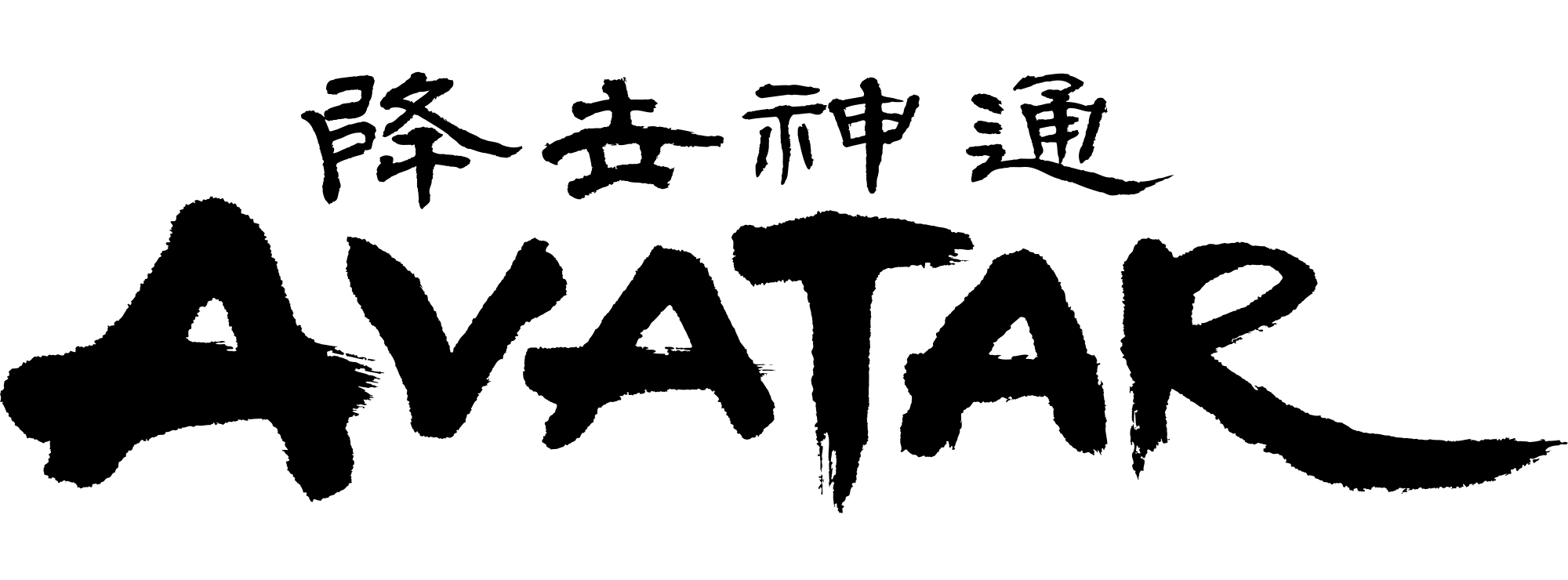
Logo della serie

La terza e ultima stagione della serie animata Avatar - La leggenda di Aang (Avatar: The Last Airbender), nota anche come Libro terzo: Fuoco (Book Three: Fire), è composta da 21 episodi ed è stata trasmessa dal 15 luglio al 19 luglio 2008.
Agli Annie Awards 2008, la stagione ha vinto il premio "Migliore produzione televisiva animata per bambini". Agli stessi Annie Awards, Joaquim Dos Santos ha vinto il premio per la "Miglior regia in una produzione televisiva animata" per l'episodio Dentro l'inferno.
| nº | Titolo originale                              | Titolo italiano                                          | Prima TV USA     | Prima TV Italia |
| -- | --------------------------------------------- | -------------------------------------------------------- | ---------------- | --------------- |
| 1  | The Awakening                                 | Il risveglio                                             | 6 maggio 2007    |                 |
| 2  | The Headband                                  | La festa da ballo                                        | 6 maggio 2007    |                 |
| 3  | The Painted Lady                              | La signora dipinta                                       | 5 ottobre 2007   |                 |
| 4  | Sokka's Master                                | L'arte del combattimento                                 | 12 ottobre 2007  |                 |
| 5  | The Beach                                     | La spiaggia                                              | 19 ottobre 2007  |                 |
| 6  | The Avatar and the Firelord                   | L'Avatar e il Signore del Fuoco                          | 24 ottobre 2007  |                 |
| 7  | The Runaway                                   | La fuggitiva                                             | 25 ottobre 2007  |                 |
| 8  | The Puppetmaster                              | Il lato oscuro della Luna                                | 25 ottobre 2007  |                 |
| 9  | Nightmares and Daydreams                      | Incubi e sogni ad occhi aperti                           | 26 ottobre 2007  |                 |
| 10 | The Day of Black Sun (Part One): The Invasion | Il giorno del Sole nero (prima parte) - L'invasione      | 23 novembre 2007 |                 |
| 11 | The Day of Black Sun (Part Two): The Eclipse  | Il giorno del Sole nero (seconda parte) - L'eclissi      | 26 novembre 2007 |                 |
| 12 | The Western Air Temple                        | La trasformazione di Zuko                                | 14 luglio 2008   |                 |
| 13 | The Firebending Masters                       | I maestri del dominio del fuoco                          | 15 luglio 2008   |                 |
| 14 | The Boiling Rock (Part One)                   | La roccia bollente (prima parte)                         | 16 luglio 2008   |                 |
| 15 | The Boiling Rock (Part Two)                   | La roccia bollente (seconda parte)                       | 16 luglio 2008   |                 |
| 16 | The Southern Raiders                          | I predatori meridionali                                  | 17 luglio 2008   |                 |
| 17 | The Ember Island Players                      | Lo spettacolo teatrale                                   | 18 luglio 2008   |                 |
| 18 | Sozin's Comet (Part One): The Phoenix King    | La cometa di Sozin (prima parte) - Il Re Fenice          | 19 luglio 2008   |                 |
| 19 | Sozin's Comet (Part Two): The Old Masters     | La cometa di Sozin (seconda parte) - Gli antichi maestri | 19 luglio 2008   |                 |
| 20 | Sozin's Comet (Part Three): Into the Inferno  | La cometa di Sozin (terza parte) - Dentro l'inferno      | 19 luglio 2008   |                 |
| 21 | Sozin's Comet (Part Four): Avatar Aang        | La cometa di Sozin (quarta parte) - Un mondo nuovo       | 19 luglio 2008   | 8 agosto 2010   |

## Il risveglio
- Titolo originale: The Awakening
- Diretto da: Giancarlo Volpe
- Scritto da: Aaron Ehasz

### Trama
Aang si sveglia e si ritrova indebolito, con la testa piena di capelli e tutti i suoi amici vestiti con indumenti della Nazione del Fuoco mentre viaggiano su una nave rubata da quest'ultima. Nonostante l'Avatar sia costernato nello scoprire che il mondo crede che sia morto, proprio come quando era congelato nel ghiaccio, Sokka crede che questo sia uno sviluppo positivo e insiste sul fatto che dovrebbero mantenere l'illusione il più a lungo possibile, dal momento che significa che la Nazione del Fuoco non cercherà più il team Avatar e che non si aspetteranno Aang durante l'invasione. Zuko e Azula sono intanto accolti a casa come eroi, e il loro padre, il Signore del Fuoco Ozai (il quale appare per la prima volta in figura completa e non oscurata), si congratula con Zuko per aver ucciso l'Avatar. Zuko si rende però conto che Azula ha messo in giro la voce che sia stato lui ad aver ucciso l'Avatar per fini ulteriori che alla fine serviranno i suoi scopi. Aang cerca di scappare per combattere da solo, ma i suoi amici lo trovano, e accetta quindi che, con la caduta di Ba Sing Se, la segretezza è il loro più grande vantaggio, e rinuncia al suo aliante, una parte della sua identità di dominatore dell'aria, gettandolo nella lava dell'isola natale dell'Avatar Roku.

## La festa da ballo
- Titolo originale: The Headband
- Diretto da: Joaquim Dos Santos
- Scritto da: John O'Bryan

### Trama
Aang e gli amici rubano alcuni vestiti come travestimenti temporanei mentre viaggiano nella Nazione del Fuoco. Aang finisce accidentalmente in una scuola della Nazione del Fuoco, perché i vestiti presi erano in realtà una divisa scolastica della Nazione del Fuoco: nasconde dunque i suoi tatuaggi con una bandana e delle maniche lunghe, e apprende la promessa di fedeltà della Nazione del Fuoco, cercando di mantenere la calma mentre è ascolta la storia di come sono morti i dominatori dell'aria. Organizza inoltre una festa da ballo per tutti i ragazzi della scuola della Nazione del Fuoco, dove una forma di movimento simile alla capoeira viene mostrata come danza tradizionale della Nazione del Fuoco; quando il preside arriva per interrompere il ballo, i ragazzi aiutano Aang a fuggire. Nel frattempo, Zuko diventa sempre più certo che l'Avatar sia ancora vivo e ingaggia un assassino per uccidere Aang.

## La signora dipinta
- Titolo originale: The Painted Lady
- Diretto da: Ethan Spaulding
- Scritto da: Joshua Hamilton

### Trama
La banda arriva in un villaggio della Nazione del Fuoco popolato da gente malata e affamata a causa di una vicina fabbrica di metallo della Nazione del Fuoco che inquina il fiume. Katara convince il gruppo a rimanere facendo apparire Appa malato e vestendo i panni della Signora dipinta, una leggenda locale, per curare i malati e rubare il cibo dalla fabbrica. Dopo che la fabbrica viene distrutta, i soldati della Nazione del Fuoco attaccano il villaggio, ma vengono fermati dal team Avatar. Katara si rivela agli abitanti del villaggio, che la ringraziano per il suo aiuto disinteressato. Al termine dell'episodio, Katara viene ringraziata dallo spirito della vera Signora dipinta.

## L'arte del combattimento
- Titolo originale: Sokka's Master
- Diretto da: Giancarlo Volpe
- Scritto da: Tim Hedrick

### Trama
Sentendosi a lungo isolato poiché è l'unica persona del gruppo senza alcun tipo di dominio e determinato ad aumentare la sua utilità per il gruppo e lo sforzo bellico, Sokka cerca il maestro di spada Piandao, usando ancora la sua falsa identità della Nazione del Fuoco ma anche il suo vero nome. Piandao accetta Sokka come allievo e gli insegna la filosofia della spada dandogli tra le altre cose vari compiti apparentemente noiosi come la pittura e il giardinaggio, e lo aiuta a forgiare la propria spada, usando come materiale un meteorite che ha trovato il giorno prima. Quando Sokka ottiene il rispetto di Piandao, si vergogna di avergli mentito e gli rivela di non essere della Nazione del Fuoco. Piandao a sua volta gli dice che l'aveva intuito immediatamente fin dal loro primo incontro e che le vie della spada appartengono a tutte le nazioni, e dà a Sokka una pedina del Pai Sho come regalo d'addio. Nel frattempo, Iroh, escogita un piano per sfuggire dalla sua prigione della Nazione del Fuoco e, fingendo la parte di un vecchio miserabile e facendosi umiliare dai suoi carcerieri, inizia segretamente un intenso programma di allenamento per rafforzare ulteriormente il suo fisico.
- Note: Alla fine dell'episodio, Sokka da a Toph un pezzo del meteorite. La ragazzina domina il metallo fino a creare la forma del logo di Nickelodeon.

## La spiaggia
- Titolo originale: The Beach
- Diretto da: Joaquim Dos Santos
- Scritto da: Katie Mattila

### Trama
Zuko, Azula, Mai e Ty Lee sono costretti a andare in vacanza all'isola di Ember. Dopo aver vinto una partita di beach volley, vengono invitati a una festa, dove Ty Lee è circondata da ragazzi e non sa spartirsi, Azula cerca di corteggiare un suo coetaneo ma lo spaventa con il suo delirio psicotico, e Zuko, che ha iniziato una relazione romantica con l'apatica Mai, osserva un ragazzo che flirta con lei e lo spinge, distruggendo un vaso con rabbia e facendosi cacciare, spingendo Mai a dissuaderlo. Più tardi, intorno a un falò, Ty Lee rivela di essere così estroversa perché è cresciuta con sei sorelle identiche e l'ha odiato; Mai rivela che i suoi genitori erano preoccupati per le loro carriere e le davano tutto ciò che desiderava, ma le chiedevano che mantenesse le sue emozioni sottomesse e che si comportasse bene, fino a creare la fredda persona che sente di dover sempre proiettare verso gli altri; Zuko rivela che si odia perché non è più sicuro della differenza tra giusto e sbagliato; e Azula rivela che sua madre pensava che fosse un mostro, prima di affermare che effettivamente dicesse la verità. Risolto tutto, i quattro tornano alla festa e distruggono il posto terrorizzando tutti quanti, compreso il padrone del luogo. Nel frattempo, Aang e i suoi amici vengono attaccati dall'assassino di Zuko, che usa un'oscura forma di dominio del fuoco (in seguito indicata come "dominio della combustione") che canalizza il suo potere attraverso il suo terzo occhio per creare potenti esplosioni localizzate con forza molto più distruttiva del normale raggio del dominio del fuoco.

## L'Avatar e il Signore del Fuoco
- Titolo originale: The Avatar and the Firelord
- Diretto da: Ethan Spaulding
- Scritto da: Elizabeth Welch Ehasz

### Trama
Attraverso fonti separate, Aang e Zuko, rispettivamente tramite Roku e Iroh, apprendono entrambi della forte e stretta amicizia infantile tra l'Avatar Roku e il Signore del Fuoco Sozin. Quest'ultimo suggerì a Roku che, come l'apice della civiltà, la nazione del fuoco era destinato a dominare tutto il mondo per assicurare prosperità universale, ma Roku non era d'accordo, perché in quanto Avatar conosceva l'importanza dell'equilibrio tra tutte le persone e le nazioni. Quando Sozin in seguito prese avidamente una colonia del Regno della Terra, Roku lo sconfisse in battaglia e minacciò di ucciderlo se avesse tentato nuovamente di fare qualcosa che avesse oltrepassato quella linea. Quando il vulcano dell'isola di Roku esplose anni dopo, Sozin venne in aiuto, ma all'ultimo momento, quando Roku fu sopraffatto dai gas vulcanici, l'altro si rese conto che lasciandolo morire avrebbe potuto governare il mondo da solo, e lo abbandonò. Roku venne dunque sepolto sotto colata piroclastica del vulcano e si reincarnò in Aang. Nella sua cella di prigione, Iroh dice a Zuko che, come pronipote di entrambi Roku e Sozin, lui solo ha la capacità di risolvere il conflitto senza fine dentro di lui.

## La fuggitiva
- Titolo originale: The Runaway
- Diretto da: Giancarlo Volpe
- Scritto da: Joshua Hamilton

### Trama
All'interno del gruppo di Aang si forma una frattura, in quanto Katara esprime la sua disapprovazione quando Toph inizia a truffare i civili della Nazione del Fuoco per guadagnare denaro, mentre Toph pensa che Katara agisca in modo troppo materno. Per sistemare le cose, Katara decide di fare una truffa con Toph, ma vengono catturati dall'assassino ingaggiato da Zuko, che Sokka inizia a chiamare l'Uomo Combustione. Questi riesce ad usare Katara e Toph come esca per attirare e uccidere Aang, ma Katara escogita un piano per salvare la situazione e usa il suo sudore per scappare insieme a Toph dalla cella di legno in cui erano prigioniere; le due riescono così a unirsi agli altri e ad aiutarli a scappare dall'Uomo Combustione.

## Il lato oscuro della Luna
- Titolo originale: The Puppetmaster
- Diretto da: Joaquim Dos Santos
- Scritto da: Tim Hedrick

### Trama
La banda scopre che ci sono state strane sparizioni in una foresta vicino ad una città della Nazione del Fuoco durante la luna piena. Fanno amicizia con una vecchia albergatrice di nome Hama, che rivela di appartenere alla Tribù dell'Acqua del Sud catturata dalla Nazione del Fuoco sessant'anni prima insieme agli altri Dominatori dell'Acqua. Diventata la maestra di Katara, poco dopo l'anziana dominatrice dell'Acqua condivide con lei la tragica storia della sua vita come prigioniera di lunga data della Nazione del Fuoco: Katara scopre così inorridita che Hama sta mettendo in atto la sua vendetta rapendo i civili della Nazione del Fuoco usando il dominio del sangue, una tecnica oscura e macabra di dominio dell'acqua, che permette di manipolare le persone come marionette muovendo l'acqua del loro sangue in corpo, e che può essere usata da un dominatore particolarmente forte e solo durante la luna piena, quando le sue abilità di dominio sono al loro potenziale più forte. La battaglia risultante costringe Katara ad usare la tecnica contro Hama per salvare Aang e Sokka. Hama viene portata via dal villaggio, e si congratula con Katara per il dominio del sangue, al che Katara, inorridita e rattristata, piange confortata da Aang e Sokka.

## Incubi e sogni ad occhi aperti
- Titolo originale: Nightmares and Daydreams
- Diretto da: Ethan Spaulding
- Scritto da: John O'Bryan

### Trama
Ritenendosi ormai senza rivali, Ozai pianifica l'invasione finale contro il Regno della Terra ormai allo sbando e le eventuali rivolte nel territorio della Nazione del fuoco. L'invasione inizierà tra quattro giorni e Aang inizia ad essere nervoso poiché deve affrontare il Signore del Fuoco; sentendosi impreparato, si allena costantemente tanto da perdere il sonno e avere così delle allucinazioni e degli incubi. Dopo tre giorni di fila, accetta la collaborazione di Sokka, Toph e Katara per farlo finalmente dormire e sentirsi sicuro di fronte al Signore del Fuoco Ozai.

## Il giorno del Sole nero (prima parte) - L'invasione
- Titolo originale: The Day of Black Sun, Part 1: The Invasion
- Diretto da: Giancarlo Volpe
- Scritto da: Michael Dante DiMartino

### Trama
Nel giorno dell'eclissi solare, molti alleati presenti in episodi precedenti, guidati da Hakoda, si riuniscono con il Team Avatar per condurre l'attacco della Nazione del Fuoco. Aang finalmente bacia Katara come segno dei suoi forti sentimenti per lei, preoccupato che non possa tornare. Affidandosi dei sottomarini progettati da Sokka, costruiti dal Macchinista, e sospinti dai dominatori dell'acqua, le forze di invasione aggirano con successo diversi strati di difese della Nazione del Fuoco e si infiltrano nella capitale, dove iniziano un attacco estenuante verso il palazzo sotto costante assalto dalle forze della Nazione del Fuoco. Aang raggiunge il palazzo del Signore del Fuoco, solo per scoprire che è vuoto.
- Ascolti USA: telespettatori 3 770 000[3]

## Il giorno del Sole nero (seconda parte) - L'eclissi
- Titolo originale: The Day of Black Sun, Part 2: The Eclipse
- Diretto da: Joaquim Dos Santos
- Scritto da: Aaron Ehasz

### Trama
All'inizio dell'eclisse, Sokka, Aang e Toph cercano il Signore del Fuoco, ma trovano Azula in un bunker sotterraneo e le danno la caccia. Quando Sokka si rende conto che Azula si limita a ritardarli per esaurire il tempo in cui possono beneficiare dell'eclissi, inizialmente tenta di fermare l'inseguimento, ma Azula lo spinge ad attaccare nuovamente dicendogli della cattura di Suki. In un altro bunker, Zuko affronta suo padre, e gli afferma che Azula ha abbattuto l'Avatar, che è sopravvissuto all'attacco, che la Nazione del Fuoco diffonde solo paura e odio, e che per ristabilire la pace si unirà alle forze con l'Avatar per insegnare a quest'ultimo il dominio del Fuoco; si rifiuta inoltre di uccidere Ozai poiché questo è il destino dell'Avatar, non il suo. Mentre comincia ad andarsene, Ozai lo blocca rivelando gli eventi della notte in cui suo padre, il Signore del Fuoco Azulon, morì: Azulon aveva ordinato a Ozai di uccidere Zuko, come punizione per la richiesta del figlio di farsi nominare erede al trono della Nazione del Fuoco, a seguito del ritiro di Iroh dagli affari di stato dopo la morte di suo figlio Lu-Ten nell'assedio di Ba Sing Se; nel tentativo disperato di salvare la vita di suo figlio, la madre di Zuko, Ursa, creò un piano per permettere a Ozai di prendere immediatamente il trono assassinando Azulon con un veleno; in seguito Ursa fu esiliata in un luogo che Ozai non rivela. Mentre Ozai finisce la storia, l'eclissi finisce e lui attacca Zuko con un fulmine, ma questi, usando la tecnica insegnatagli dallo zio, lo ribalta, riesce a scappare e si dirige alla prigione per liberare suo zio, salvo poi scoprire che questi è già scappato da solo dalla prigione. La forza di invasione, ormai sfinita, non ha altra scelta che arrendersi ed essere catturata, ma Aang, su sollecitazione dei suoi alleati, fugge con i suoi amici al Tempio dell'Aria Occidentale, con Zuko che li pedina su un dirigibile rubato.
- Ascolti USA: telespettatori 3 770 000[3]

## La trasformazione di Zuko
- Titolo originale: The Western Air Temple
- Diretto da: Ethan Spaulding
- Scritto da: Elizabeth Welch Ehasz, Tim Hedrick

### Trama
Zuko raggiunge Aang e i suoi amici al Tempio Occidentale dell'Aria, e cerca disperatamente di dimostrare loro che è cambiato in meglio e desidera solo espiare gli errori del passato; solo dopo aver salvato gli altri dall'Uomo Combustione, Zuko riceve la sua accettazione come insegnante del dominio del fuoco di Aang e il quinto membro del Team Avatar. Tuttavia, Katara, amareggiata e cauta, rifiuta ancora di credere che Zuko sia davvero cambiato e minaccia di ucciderlo al minimo segno di tradimento.

## I maestri del dominio del fuoco
- Titolo originale: The Firebending Masters
- Diretto da: Giancarlo Volpe
- Scritto da: John O'Bryan

### Trama
Zuko prova ad insegnare ad Aang il dominio del fuoco, ma ha perso le sue capacità poiché non è più dipendente dalla rabbia, il focus precedente del suo dominio. Toph suggerisce di apprendere dalla fonte originale, i potenti draghi. Zuko rivela che suo zio Iroh aveva ucciso l'ultimo drago molto tempo fa, nell'ultima di una serie di cacce perché i dominatori del fuoco diventassero 'Dragoni', ma nota anche che i draghi hanno trasmesso le loro conoscenze ai Guerrieri del Sole, un popolo da tempo estinto che era la genesi della Nazione del Fuoco. Zuko e Aang viaggiano verso le rovine della civiltà dei Guerrieri del Sole, dove scoprono che esiste ancora una di quelle leggendarie tribù. La coppia deve portare una fiamma sacra sulla montagna per incontrare i "Maestri", che si rivelano essere una coppia di draghi sopravvissuti, ma le loro fiamme si spengono all'ultimo momento. Eseguono la danza del drago, una serie di forme arcuate viste scolpite nelle rovine, e gli ultimi due draghi rivelano che il fuoco è una fonte di vita, non di distruzione. I Guerrieri del Sole rivelano che Iroh aveva mentito sull'estinzione dei draghi dopo aver ricevuto un addestramento simile, al fine di proteggere i restanti membri della specie da ulteriori cacce. Sia Aang che Zuko iniziano a usare il dominio del fuoco, più abilmente di prima.

## La roccia bollente (prima parte)
- Titolo originale: The Boiling Rock, Part 1
- Diretto da: Joaquim Dos Santos
- Scritto da: May Chan

### Trama
Sokka e Zuko si infiltrano nella prigione più importante della Nazione del Fuoco, la Roccia Bollente, per trovare il padre di Sokka, Hakoda, circondato da un lago bollente. Il dirigibile di Sokka e Zuko si schianta, ma riescono ugualmente ad infiltrarsi nella prigione. I due trovano Suki ed elaborano un piano di fuga con Sokka travestito da guardia. Zuko viene catturato e il guardiano, lo zio di Mai, lo riconosce. Un prigioniero, Chit Sang, li avvicina chiedendo loro di far evadere anche lui dalla prigione. Mentre si avvicinano alla fuga, arriva un nuovo gruppo di prigionieri, incluso il padre di Sokka, Hakoda. Sokka, Zuko e Suki decidono di restare per salvarlo. Chit Sang e gli altri fuggitivi se ne vanno senza di loro, ma qualcosa va storto e solo un miracolo evita a tutti la cattura.
- Ascolti USA: telespettatori 3 970 000[4]

## La roccia bollente (seconda parte)
- Titolo originale: The Boiling Rock, Part 2
- Diretto da: Ethan Spaulding
- Scritto da: Joshua Hamilton

### Trama
Sokka, Zuko, Suki e Chit Sang creano un nuovo piano per fuggire dalla prigione dopo che il piano originale è fallito. Mai appare e chiede di sapere perché Zuko l'abbia lasciata; questi le dice che sta cercando di salvare la Nazione del Fuoco, non di distruggerla. Più tardi, Sokka e gli alleati prendono il guardiano in ostaggio per fuggire sulla gondola che fornisce l'accesso alla prigione sopra l'acqua bollente. Le guardie tentano di tagliare la linea seguendo gli ordini del direttore, ma Mai le ferma e salva tutti. Sopraggiunge Azula, furiosa per il suo tradimento, a Mai dichiara di amare Zuko più di quanto teme Azula: furibonda, quest'ultima fa per attaccarla, ma Ty Lee le blocca il Chi, cancellando temporaneamente le sue abilità e cerca di aiutarla a fuggire; Mai rimane ferma e Azula le fa imprigionare entrambe, per poi dirigersi all'inseguimento di Aang.
- Ascolti USA: telespettatori 3 970 000[4]

## I predatori meridionali
- Titolo originale: The Southern Raiders
- Diretto da: Joaquim Dos Santos
- Scritto da: Elizabeth Welch Ehasz

### Trama
Mentre Azula insegue Aang dal tempio, Zuko, consapevole della sfiducia di Katara nei suoi confronti, cerca di ottenere la sua amicizia, e decide di aiutare Katara a trovare il soldato responsabile della morte prematura di sua madre Kya, anche se Aang la avverte che la vendetta non è la risposta. Lungo la strada, Katara diventa sempre più aggressiva, tanto da torturare spietatamente un soldato del Fuoco. Alla fine i due trovano il soldato in pensione, Yan Rha, che rivela che la madre di Katara è morta per proteggerla; nonostante la rabbia, il dolore e il desiderio di vendetta di Katara, questa rifiuta di ucciderlo, e se ne va insieme a Zuko. Una volta riunita con un Aang sollevato e il resto del Team Avatar, Katara perdona finalmente Zuko e accetta la sua amicizia.
- Ascolti USA: telespettatori 4 230 000[4]

## Lo spettacolo teatrale
- Titolo originale: The Ember Island Players
- Diretto da: Giancarlo Volpe
- Scritto da: Tim Hedrick, Josh Hamilton, John O'Bryan

### Trama
Sokka scopre che gli Ember Island Players, un gruppo teatrale della Nazione del Fuoco, stanno esordendo in uno spettacolo basato sulle loro avventure: la recita, che nel contesto funge anche da sintesi concisa dell'intero viaggio di Aang, si rivela essere una propaganda della nazione del fuoco e termina con la Nazione del Fuoco che vince la guerra, Azula che uccide Zuko e il Signore del Fuoco che uccide l'Avatar; sebbene il pubblico apprezzi il dramma, Aang e i suoi amici sono imbarazzati dai ritratti inesatti ed esagerati di se stessi (con la sola eccezione di Toph, divertita dalla sua rappresentazione come un grande muscoloso uomo che usa una forma primitiva di sonar urlando contro ogni cosa).
- Ascolti USA: 4 530 000 telespettatori[4]

## La cometa di Sozin (prima parte) - Il Re Fenice
- Titolo originale: Sozin's Comet, Part 1: The Phoenix King
- Diretto da: Ethan Spaulding
- Scritto da: Michael Dante DiMartino

### Trama
Aang decide di combattere il Signore del Fuoco dopo che la cometa di Sozin è passata, ma Zuko deraglia questo piano rivelando che Ozai intende radere al suolo l'intero Regno della Terra mentre è sotto la sua influenza,  per impedire nuove rivolte e dimostrare la loro potenza . La banda inizia un frenetico regime di allenamento mentre Aang lotta con le sue responsabilità: i suoi amici lo esortano semplicemente a uccidere Ozai, ma Aang si aggrappa alle convinzioni pacifiste della sua eredità da Dominatore dell'Aria. Nel suo sonno, Aang è attratto verso un'isola misteriosa che appare improvvisamente nel mare; il giorno dopo, i suoi amici trovano June la cacciatrice di taglie, chiedendole aiuto per trovarlo. Ozai lascia in eredità il trono della Nazione del Fuoco ad Azula e si dichiara "Re Fenice", sovrano del mondo conosciuto, mentre Aang si risveglia sull'isola sconosciuta in mezzo al mare.
- Ascolti USA: 5 590 000 telespettatori[4]

## La cometa di Sozin (seconda parte) - Gli antichi maestri
- Titolo originale: Sozin's Comet, Part 2: The Old Masters
- Diretto da: Giancarlo Volpe
- Scritto da: Aaron Ehasz

### Trama
Sull'isola, Aang cerca una guida dalle sue vite precedenti, ma anche loro insistono sul fatto che potrebbe dover prendere azioni violente contro il Signore del Fuoco. L'isola si rivela essere una gigantesca tartaruga-leone, che dà ad Aang la guida che stava cercando. Dopo che June non riesce a trovare Aang, Zuko decide di chiederle di trovare suo zio Iroh; il gruppo di Aang raggiunge il muro esterno di Ba Sing Se, e incontra il re Bumi (che grazie all'eclissi ha riconquistato la sua città), Jeong Jeong, il maestro Pakku e il maestro Piandao, che si rivelano essere membri dell'Ordine del Loto Bianco, una società segreta attualmente guidata da Iroh e costituita da cittadini di tutte e tre le nazioni sopravvissute. Dopo che Zuko si riunisce con Iroh, con cui fa la pace, la squadra decide di dividersi e andare in diverse direzioni per aiutare a bloccare i piani della Nazione del Fuoco: Zuko e Katara si occuperanno di Azula nella capitale, avendo saputo dell'incoronazione, il trio di Sokka, Suki e Toph tenterà di deviare i dirigibili della Nazione del Fuoco che invadono il Regno della Terra, e Iroh guiderà il Loto Bianco nella liberazione di Ba Sing Se. La cometa di Sozin arriva e il Re Fenice Ozai si prepara a distruggere sia il Regno della Terra che l'Avatar.
- Ascolti USA: telespettatori 5 590 000[4]

## La cometa di Sozin (terza parte) - Dentro l'inferno
- Titolo originale: Sozin's Comet, Part 3: Into the Inferno
- Diretto da: Joaquim Dos Santos
- Scritto da: Michael Dante DiMartino, Bryan Konietzko

### Trama
La stabilità mentale di Azula, minata dal tradimento di Mai e Ty Lee alla Roccia Bollente, comincia a peggiorare con l'avvicinarsi della sua incoronazione come Signora del Fuoco. Zuko e Katara arrivano quando è in procinto di essere incoronata, e Azula sfida suo fratello ad un Agni Kai. Ormai cambiato in tutto e per tutto, divenuto più calmo e meno impulsivo, Zuko prevale contro l'attacco scoordinato della sorella, quindi quest'ultima decide di lanciare un fulmine addosso a Katara, che Zuko salva in tempo rimanendo però ferito. Aang combatte contro Ozai, ma non essendo ancora disposto a ucciderlo, rimane costantemente sulla difensiva ed evitando per un pelo gli attacchi del fuoco di Ozai, potenziato dalla cometa di Sozin. Sokka, Toph e Suki iniziano a fermare la flotta di aeronavi, ma vengono presto separati, mentre l'ordine del Loto Bianco combatte per liberare Ba Sing Se.
- Ascolti USA: telespettatori 5 590 000[4]

## La cometa di Sozin (quarta parte) - Un mondo nuovo
- Titolo originale: Sozin's Comet, Part 4: Avatar Aang
- Diretto da: Joaquim Dos Santos
- Scritto da: Michael Dante DiMartino, Bryan Konietzko

### Trama
L'Ordine del Loto Bianco libera con successo Ba Sing Se, mentre Sokka, Suki e Toph riescono a neutralizzare tutti i dirigibili nell'armata d'attacco della Nazione del Fuoco, il ragazzo perderà però la sua spada. Katara combatte e sconfigge Azula, congelandola nel ghiaccio e poi incatenandola a terra, e riesce a rimettere in sesto Zuko, grazie all'acqua del Polo Nord mentre Azula cade in un crollo psicotico. Intanto, a causa di un colpo alla schiena, Ozai fa accidentalmente entrare Aang nel possente stato dell'Avatar, e la situazione si ribalta con Aang che insegue e travolge facilmente Ozai, scatenandogli contro tutti e quattro gli elementi, ma si rifiuta ancora di ucciderlo e usa invece la conoscenza che ha ricevuto dalla tartaruga-leone impiegando un'antica forma di dominio per alterare l'energia naturale all'interno di Ozai privandolo definitivamente delle sue abilità di dominio del fuoco e sconfiggendolo senza togliergli la vita. Alcuni giorni dopo, il nuovo Signore del Fuoco Zuko dichiara la fine della guerra, si riconcilia ufficialmente con Mai, e poco dopo raggiunge suo padre, chiedendo dove si trovi sua madre Ursa e lo ringrazia di averlo bandito, facendolo diventare migliore di lui. Qualche tempo dopo, il Team Avatar festeggia insieme al negozio del tè di Iroh a Ba Sing Se; usciti fuori in terrazza per condividere un momento di tranquillità insieme, Aang e Katara si abbracciano e si baciano sotto il tramonto.
- Ascolti USA: telespettatori 5 590 000[4]
- Note: L'episodio è dedicato alla memoria di Dante DiMartino, padre del co-creatore della serie Michael Dante DiMartino; la serie è seguita direttamente da diverse trilogie a fumetti: The Promise, The Search, The Rift, Smoke and Shadow, North and South e Imbalance.